# Pteronarcella regularis
Pteronarcella regularis is een steenvlieg uit de familie Pteronarcyidae. De wetenschappelijke naam van de soort is voor het eerst geldig gepubliceerd in 1874 door Hagen.